# بین‌الملل لیبرال

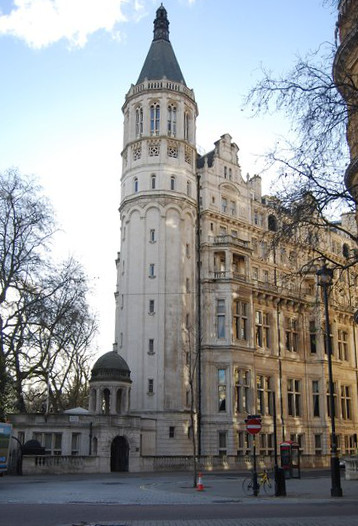
لیبرال

انترناسیونال لیبرال سازمانی بین‌المللی برای تجمع احزاب لیبرال است. مرکز این سازمان که در ۱۹۴۷ تأسیس شد در لندن است.
رئیس کنونی این سازمان لیبرال دموکرات بریتانیایی، لورد آلدردیس (رئیس پیشین حزب اتحاد ایرلند شمالی) و نایب رئیس آن عضوی از پارلمان هلند، هانس وان بالن است.

## اعضای کنونی
- حزب لیبرال، دموکرات و رفرم اروپا (اتحادیه اروپا)
- فدراسیون بین‌المللی جوانان لیبرال و رادیکال
- شبکهٔ بین‌المللی زنان لیبرال
- گروه لیبرال دموکرات اصلاح‌طلبان (شورای اروپا)
- حزب لیبرال (آندورا)
- حزب لیبرال دموکرات(آنگولا)
- انجمن لیبرال (اتریش)
- جنبش اصلاح‌طلبی(بلژیک)
- لیبرال‌ها و دموکرات‌های فلامی(بلژیک)
- جنبش حقوق و آزادی‌ها (بلغارستان)
- جنبش ملی برای سیمئون دوم(بلغارستان)
- حزب لیبرال (کانادا)
- اتحاد جمهوری‌خواهان (ساحل عاج)
- حزب سوسیال لیبرال کرواسی
- حزب سوسیال لیبرال دانمارک
- چپ (دانمارک)
- اتحاد دموکراتیک ملی گینهٔ استوایی
- حزب رفرم استونی
- حزب مرکز (فنلاند)
- حزب مردم سوئدی(فنلاند)
- گروه آلمان (آلمان)
- حزب دموکرات آزاد(آلمان)
- حزب میهنی جدید(غنا)
- حزب لیبرال(جیبرالتار)
- حزب لیبرال(هندوراس)
- اتحاد دموکرات‌های آزاد(مجارستان)
- حزب پیشرو (ایسلند)
- شینود(تغییر)(اسرائیل)
- گروه اسرائیل
- راه لاتویا
- اتحادیه لیبرال لیتوانی
- حزب دموکرات (لوکزامبورگ)
- حزب لیبرال دموکرات (جمهوری مقدونیه)
- جبههٔ دموکراتیک متحد (مالاوی)
- نووا آلیانزا (مکزیک)
- اتحاد لیبرال مونته نگرو
- اتحادیه مشروطیت(مراکش)
- جنبش مردمی(مراکش)
- دموکرات‌های ۶۶(هلند)
- گروه هلند
- چپ(نروژ)
- حزب رادیکال لیبرال معتبر(پاراگوئه)
- حزب لیبرال (فیلیپین)
- حزب لیبرال ملی(رومانی)
- یابولکو (فدراسیون روسیه)
- حزب دموکرات سنگال
- لیبرال دموکراسی اسلوونی
- اتحاد دموکرات(آفریقای جنوبی)
- حزب سوسیال دموکرات(اسپانیا)
- اتحادیه مالورکا(اسپانیا)
- حزب لیبرال (سری لانکا)
- حزب لیبرال مردم(سوئد)
- حزب دموکرات آزاد(سوییس)
- حزب لیبرال سوئیس
- حزب پیشروی دموکرات(تایوان)
- جبههٔ متحد مدنی(تانزانیا)
- حزب لیبرال دموکرات(ترکیه)
- حزب اتحاد (ایرلند شمالی)
- گروه بین‌المللی لیبرال بریتانیا
- لیبرال دموکرات‌ها (بریتانیا)

## احزاب ناظر
- حزب جنبش آزادی خواهی (کاستاریکا)
- لیبرا(کرواسی)
- حزب همبستگی دموکرات (کوبا)
- جنبش پیشروی اکوادور
- لیبرال‌ها برای آلند(فنلاند)
- دموکرات‌های پیشرو(ایرلند)
- فدراسیون لیبرال‌های ایتالیا
- حزب لیبرال کوزوو
- اتحادیه جدید(سوسیال لیبرال‌ها) (لیتوانی)
- حزب لیبرال ملی(پاناما)
- اتحاد مدنی صربستان (صربستان و مونته نگرو)
- لیبرال‌های صربستان (صربستان و مونته نگرو)
- حزب ملی سیچل
- اتحاد شهروندان جدید (اسلواکی)
- حزب دموکرات متحد (تانزانیا)
- حزب سوسیال لیبرال (تونس)
- حزب لیبرال (اکراین)
- حزب متحد برای توسعه ملی(زامبیا)

در ضمن موسسهٔ دموکرات ملی (سازمانی نزدیک به حزب دموکرات در آمریکا) از همکاران انترناسیونال لیبرال است.

## اعضای سابق
- حزب آزادی اتریش
- حزب لیبرال (ژاپن)
- حزب لیبرال مشروطه‌خواه (نیکاراگوئه)